# Szánthó Regő
Szánthó Regő (Győr, 2000. november 22. –) magyar utánpótlás-válogatott labdarúgó.

## Pályafutása

### Klubcsapatokban

#### Győri ETO
Labdarúgó-pályafutását szülővárosában kezdte, a Győri ETO utánpótlás csapataiban. Tizenhat éves korában, a 2017–2018-as bajnoki idényben mutatkozott be a győriek felnőtt csapatában. Három idényben összesen 59 másodosztályú bajnoki mérkőzésen lépett pályára a klub színeiben, tíz gólt szerzett és 12 gólpasszt is adott csapattársainak.

#### Ferencváros
2020 januárjában szerződtette az élvonalban címvédő Ferencváros. A 2019–20-as idényben a bajnoki címet szerző csapatban egy alkalommal kapott lehetőséget. A 2021–22-es bajnokságban – a visszatérése után – 11 mérkőzésen szerepelt az együttesben.

#### Zalaegerszegi TE
A 2020-2021-es szezonra a Zalaegerszegi TE vette kölcsön. Az idény során 27 élvonalbeli találkozón lépett pályára és 10 gólt szerzett. Játékával és több látványos találatával felkeltette több külföldi klub, többek közt a varsói Legia érdeklődését is.

#### DAC
2022. február 22-én jelentették be, hogy a 2022–2023-as évad végéig kölcsönbe került a Dunajská Streda csapatához és opciós joga lett a szlovák klubnak végleg megvásárolnia. 2022. április 16-án a MŠK Žilina ellen 2–0-ra megnyert hazai mérkőzésen lőtte első bajnoki gólja a Dunaszerdahely csapatában.
2022. július 7-én az UEFA Konferencia Liga selejtezőjének első fordulójában gólt szerzett az északír Cliftonville ellen 2–1-re megnyert hazai mérkőzésen. Október 9-én duplázott a Žilina (Zsolna) ellen 5–2-re megnyert mérkőzésen.
2023 márciusában megnyerte a Ligás Klubok Uniója (LKU) által meghirdetett Hónap gólja szavazását.

#### Vasas
2024. február 2-án a Vasas SC csapatához igazolt, és a 18-as mezszámot választotta.

### A válogatottban
Többszörös utánpótlás-válogatott játékos, a magyar U21-es csapatban 2019 őszén mutatkozott be Norvégia ellen. A részben hazai pályán megrendezett 2021-es U21-es labdarúgó-Európa-bajnokságról koronavírusos megbetegedés miatt maradt le. 2021. augusztus 26-án meghívót kapott az U21-es válogatott keretébe az őszi Európa-bajnoki selejtezőkre. 2021. november 12-én a Lettország elleni hazai EB-selejtezőn csereként beállva győztes gólt szerzett.

## Statisztika

### Klubcsapatokban
2025. május 25-i állapot szerint.
| Klub                          | Szezon         | Bajnokság      | Bajnokság | Bajnokság | Kupa  | Kupa  | Nemzetközi | Nemzetközi | Összesen | Összesen |
| Klub                          | Szezon         | Liga           | Mérk.     | Gólok     | Mérk. | Gólok | Mérk.      | Gólok      | Mérk.    | Gólok    |
| ----------------------------- | -------------- | -------------- | --------- | --------- | ----- | ----- | ---------- | ---------- | -------- | -------- |
| Győri ETO                     | 2017–18        | NB II          | 17        | 3         | 2     | 2     | —          | —          | 19       | 5        |
| Győri ETO                     | 2018–19        | NB II          | 24        | 1         | 1     | 0     | —          | —          | 25       | 1        |
| Győri ETO                     | 2019–20        | NB II          | 18        | 6         | 1     | 1     | —          | —          | 19       | 7        |
| Győri ETO                     | Összesen       | Összesen       | 59        | 10        | 4     | 3     | —          | —          | 63       | 13       |
| Ferencváros                   | 2019–20        | NB I           | 1         | 0         | —     | —     | —          | —          | 1        | 0        |
| Ferencváros                   | 2020–21        | NB I           | —         | —         | —     | —     | —          | —          | —        | —        |
| Ferencváros                   | 2021–22        | NB I           | 6         | 0         | 2     | 0     | 3          | 0          | 11       | 0        |
| Ferencváros                   | Összesen       | Összesen       | 7         | 0         | 2     | 0     | 3          | 0          | 12       | 0        |
| Soroksár (kölcsönben)         | 2019–20        | NB II          | 6         | 2         | —     | —     | —          | —          | 6        | 2        |
| Soroksár (kölcsönben)         | Összesen       | Összesen       | 6         | 2         | —     | —     | —          | —          | 6        | 2        |
| Zalaegerszegi TE (kölcsönben) | 2020–21        | NB I           | 27        | 10        | 2     | 1     | —          | —          | 29       | 11       |
| Zalaegerszegi TE (kölcsönben) | Összesen       | Összesen       | 27        | 10        | 2     | 1     | —          | —          | 29       | 11       |
| DAC (kölcsönben)              | 2021–22        | Fortuna liga   | 7         | 1         | —     | —     | —          | —          | 7        | 1        |
| DAC (kölcsönben)              | 2022–23        | Fortuna liga   | 23        | 4         | 1     | 0     | 6          | 1          | 30       | 5        |
| DAC (kölcsönben)              | Összesen       | Összesen       | 30        | 5         | 1     | 0     | 6          | 1          | 37       | 6        |
| Vasas                         | 2023–24        | NB II          | 1         | 0         | 1     | 0     | —          | —          | 2        | 0        |
| Vasas                         | 2024–25        | NB II          | 20        | 1         | 1     | 0     | —          | —          | 21       | 1        |
| Vasas                         | Összesen       | Összesen       | 21        | 1         | 2     | 0     | —          | —          | 23       | 1        |
| Teljes karrier                | Teljes karrier | Teljes karrier | 150       | 28        | 11    | 4     | 9          | 1          | 170      | 33       |

1. ↑  Magában foglalja a magyar, illetve a szlovák kupában való pályára lépéseit.

## Sikerei, díjai
Ferencváros
- Magyar bajnok (2): 2019–20,[17] 2021–22[18]
- Magyar kupagyőztes (1): 2022[19]

 DAC
- Szlovák bajnoki ezüstérem (1): 2022–23